# Coelocerus
Coelocerus is een geslacht van kreeftachtigen uit de klasse van de Malacostraca (hogere kreeftachtigen).

## Soort
- Coelocerus spinosus A. Milne-Edwards, 1875